# System prawny Szwecji

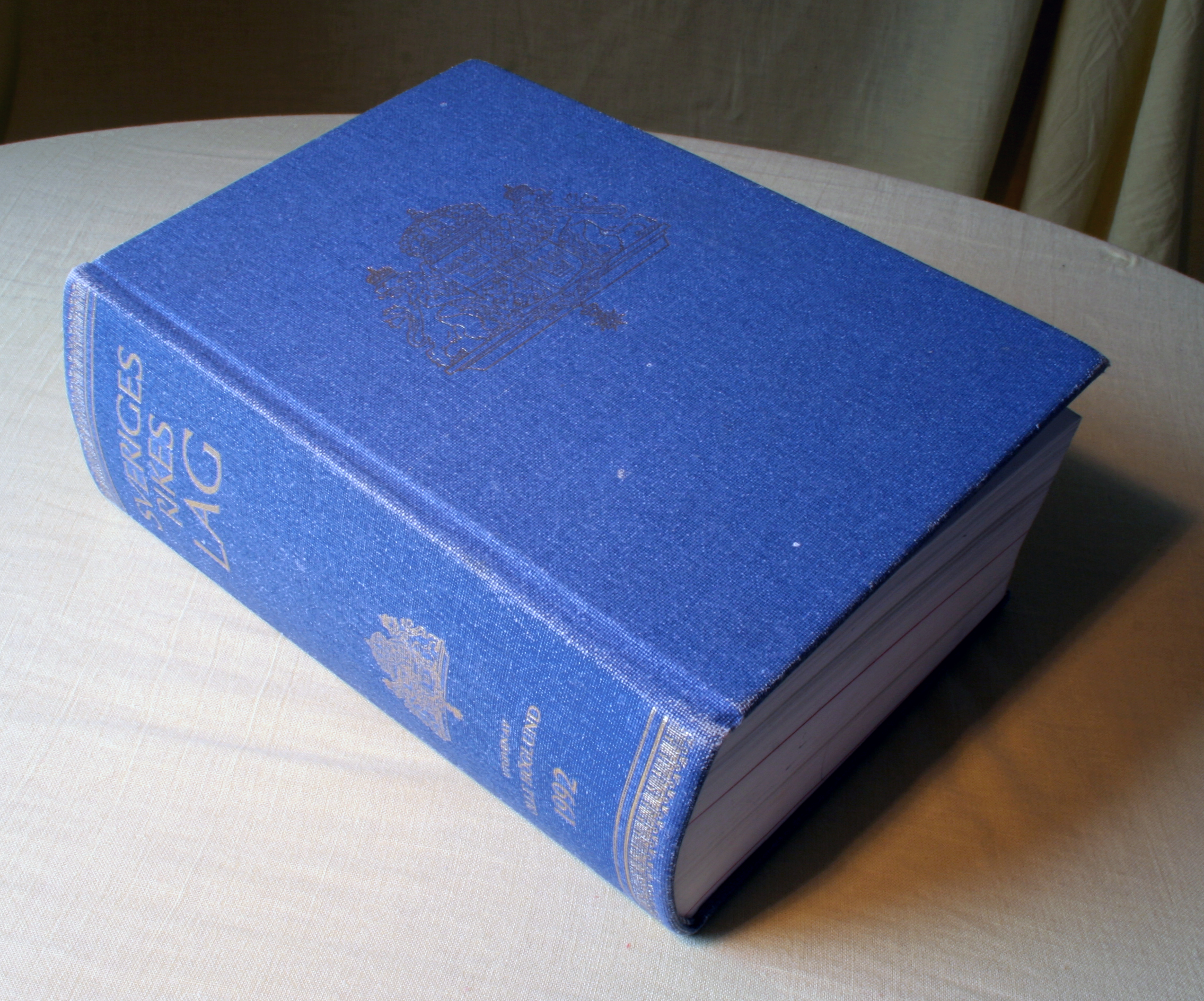
Sveriges rikes lag – Zbiór praw Szwecji

System prawny Szwecji – w Szwecji obowiązuje system prawa charakterystyczny dla krajów skandynawskich.

## Geneza systemu prawnego
Prawo szwedzkie uznawane jest za część rzymsko-germańskiej rodziny systemów prawnych. Jego rozwój (podobnie jak systemów prawnych innych krajów skandynawskich) przebiegał jednak odrębnie od prawa kontynentalnego. Wpływy prawa rzymskiego były tu znacznie słabsze. Z tego powodu skandynawskie systemy prawne charakteryzowane są często jako łączące w sobie elementy systemu kontynentalnego i common law. Podobieństwa prawa szwedzkiego do common law mają jednak charakter powierzchowny i nie wynikają z realnych wpływów, dlatego ta charakterystyka jest uznawana niekiedy za nietrafną.

## Gałęzie prawa

### Prawo konstytucyjne
Konstytucja Szwecji ma charakter pisany. Opiera się na czterech aktach: Akcie o sukcesji tronu (1810), Ustawie o wolności prasy (1949), Akcie o formie rządów (1974) i Podstawowym prawie swobody wyrazu (1991).
System prawny w Szwecji charakteryzuje się szczególnie wysokim rozwojem praw i wolności obywatelskich. Charakterystyczna dla tego kraju jest również instytucja Ombudsmana, mającego dbać o ich przestrzeganie. Instytucja ta, ustanowiona w 1809 r. została następnie przejęta przez wiele systemów prawnych (m.in. Rzecznik Praw Obywatelskich w Polsce).

### Prawo cywilne i handlowe
Od pierwszej dekady XX wieku rozwijała się współpraca pomiędzy legislaturami krajów skandynawskich, która doprowadziła do zbliżenia tych systemów prawnych (szczególnie w zakresie  prawa prywatnego).
Prawo w Szwecji nie jest skodyfikowane, lecz ma charakter rozproszony. Na kształt prawa cywilnego i handlowego duży wpływ miało prawo niemieckie.

### Prawo karne
Szwedzkie prawo karne oceniane jest jako łagodne. Wynika to z założenia, że wiele przestępstw ma podłoże społeczne i ekonomiczne i nie powinno się za nie obciążać pełną odpowiedzialnością jednostki. W Szwecji nie ma kary śmierci, a za zabójstwo grozi kara od 10 do 18 lat pozbawienia wolności lub dożywocie. Ważną rolę pełni system resocjalizacji więźniów.
Szwecja wyróżnia się stosunkowo wysokim współczynnikiem zgłaszanych gwałtów (46 na 100 tys. mieszkańców) w porównaniu do innych krajów UE (np. 23 w Wielkiej Brytanii).

## Sądownictwo

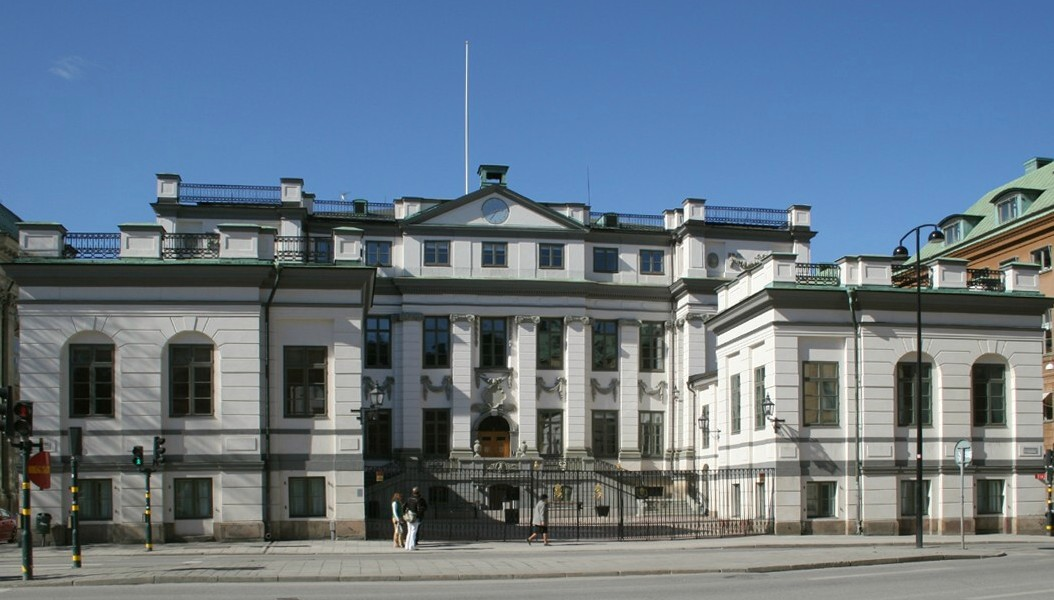
Budynek Sądu Najwyższego w Sztokholmie

Sądy, stanowiące podstawową część szwedzkiego systemu wymiaru sprawiedliwości, są niezależne od władzy wykonawczej i ustawodawczej. Ustrój sądownictwa jest regulowany ustawami Riksdagu. Sprawy dotyczące sądownictwa, m.in. organizacja sądów i kodeksy postępowania, należą w ramach rządu do kompetencji Ministerstwa Sprawiedliwości (Justitiedepartement). Urzędem odpowiedzialnym za nadzór nad sprawami związanymi z administracją sądów jest Krajowy Urząd Sądownictwa (Domstolsverket) z główną siedzibą w Jönköping. Wyróżnia się trzy typy sądów: sądy powszechne, sądy administracyjne oraz sądy szczególne, wyodrębnione ze względu na specyfikę rozstrzyganych spraw. 
Sądy powszechne działają w ramach systemu trójinstancyjnego. Pierwszą instancją sądów powszechnych są sądy rejonowe (tingsrätt) w liczbie 48 (stan na rok 2016), które rozstrzygają w sprawach karnych i cywilnych. Przy pięciu sądach rejonowych z siedzibą w Nacka, Vänersborgu, Växjö, Umeå i Östersundzie działają sądy ds. gruntów i ochrony środowiska (mark- och miljö domstol) zajmujące się sprawami związanymi z ochroną środowiska, gospodarką wodną i przestrzenną, prawem budowlanym itp. Od wyroków sądów rejonowych przysługuje w większości spraw apelacja do sądów II instancji (hovrätt). Są to: Svea hovrätt w Sztokholmie, Göta hovrätt w Jönköping, Hovrätten över Skåne och Blekinge w Malmö, Hovrätten för Västra Sverige w Göteborgu, Hovrätten för Nedre Norrland w Sundsvall i Hovrätten för Övre Norrland w Umeå. Do obszaru apelacji (domkrets) każdego z nich należy od pięciu do czternastu (dla Svea hovrätt) sądów rejonowych. Ostatnią instancją odwoławczą jest Sąd Najwyższy (Högsta domstolen).
W sprawach związanych administracją publiczną rozstrzygają zorganizowane w systemie trójinstancyjnym sądy administracyjne o właściwości ogólnej. Sądami pierwszej instancji są powszechne sądy administracyjne (förvaltningsrätt; do 2010 roku jako länsrätt) w liczbie 12 (stan na rok 2016). W sprawach migracyjnych rozstrzygają cztery działające w ramach sądów administracyjnych w Sztokholmie, Malmö, Göteborgu i Luleå sądy ds. migracji (migrationsdomstol). Od rozstrzygnięć sądów administracyjnych przysługuje odwołanie do czterech sądów administracyjnych II instancji (kammarrätt) z siedzibami w Götborgu, Jönköping, Sztokholmie i Sundsvall. Najwyższą instancją odwoławczą od decyzji sądów migracyjnych jest Migrationsöverdomstol przy Kammarrätten w Sztokholmie. Ostatnią instancją odwoławczą w hierarchii sądów administracyjnych jest Najwyższy Sąd Administracyjny (Högsta förvaltningsdomstolen; do 2010 roku Regeringsrätten).
Do sądów szczególnych zaliczają się Sąd Pracy (Arbetsdomstolen), Försvarsunderrättelsedomstolen (rozstrzyga m.in. w sprawach związanych z SIGINT) oraz powołane decyzją Riksdagu 1 września 2016 roku Patent- och marknadsdomstolen (sąd I instancji, stanowiący część Stockholms tingsrätt) i Patent- och marknadsöverdomstolen (apelacyjny, część Svea hovrätt), które rozstrzygają m.in. w sprawach handlowych i patentowych.